# Kilian Pfister
Kilian Pfister (* um 1975) ist ein liechtensteinischer Badmintonspieler. 

## Karriere
Kilian Pfister gewann 1997 seinen ersten nationalen Titel in Liechtenstein im Herrendoppel mit Roger Jacquat. Ein Jahr später siegte er in der gleichen Disziplin mit Frank Kamsma und 1999 erstmals im Mixed mit Bettina Kaiser. 2000 gewann er seine erste Meisterschaft im Herreneinzel und auch erstmals auch alle drei möglichen Titel. 2002 schaffte er erneut das Triple. 2008 erkämpfte er sich mit Titel Nummer 21, 22 und 23 seine bisher letzten Lorbeeren. 

## Sportliche Erfolge
| Saison | Veranstaltung                        | Disziplin    | Platz | Name                                |
| ------ | ------------------------------------ | ------------ | ----- | ----------------------------------- |
| 1997   | Liechtenstein: Einzelmeisterschaften | Herrendoppel | 1     | Kilian Pfister / Roger Jacquat      |
| 1998   | Liechtenstein: Einzelmeisterschaften | Herrendoppel | 1     | Kilian Pfister / Frank Kamsma       |
| 1999   | Liechtenstein: Einzelmeisterschaften | Mixed        | 1     | Kilian Pfister / Bettina Kaiser     |
| 1999   | Liechtenstein: Einzelmeisterschaften | Herrendoppel | 1     | Kilian Pfister / Frank Kamsma       |
| 2000   | Liechtenstein: Einzelmeisterschaften | Mixed        | 1     | Kilian Pfister / Caroline Schneider |
| 2000   | Liechtenstein: Einzelmeisterschaften | Herreneinzel | 1     | Kilian Pfister                      |
| 2000   | Liechtenstein: Einzelmeisterschaften | Herrendoppel | 1     | Kilian Pfister / Frank Kamsma       |
| 2001   | Liechtenstein: Einzelmeisterschaften | Mixed        | 1     | Kilian Pfister / Caroline Schneider |
| 2002   | Liechtenstein: Einzelmeisterschaften | Mixed        | 1     | Kilian Pfister / Nadia Gartmann     |
| 2002   | Liechtenstein: Einzelmeisterschaften | Herreneinzel | 1     | Kilian Pfister                      |
| 2002   | Liechtenstein: Einzelmeisterschaften | Herrendoppel | 1     | Kilian Pfister / Walter Sturm       |
| 2004   | Liechtenstein: Einzelmeisterschaften | Herreneinzel | 1     | Kilian Pfister                      |
| 2004   | Liechtenstein: Einzelmeisterschaften | Herrendoppel | 1     | Andreas Radl und Kilian Pfister     |
| 2005   | Liechtenstein: Einzelmeisterschaften | Mixed        | 1     | Kilian Pfister / Doris DiMarzio     |
| 2005   | Liechtenstein: Einzelmeisterschaften | Herreneinzel | 1     | Kilian Pfister                      |
| 2006   | Liechtenstein: Einzelmeisterschaften | Mixed        | 1     | Kilian Pfister / Doris DiMarzio     |
| 2006   | Liechtenstein: Einzelmeisterschaften | Herreneinzel | 1     | Kilian Pfister                      |
| 2006   | Liechtenstein: Einzelmeisterschaften | Herrendoppel | 1     | Kilian Pfister / Roland Hilti       |
| 2007   | Liechtenstein: Einzelmeisterschaften | Herreneinzel | 1     | Kilian Pfister                      |
| 2007   | Liechtenstein: Einzelmeisterschaften | Herrendoppel | 1     | Kilian Pfister / Roland Hilti       |
| 2008   | Liechtenstein: Einzelmeisterschaften | Mixed        | 1     | Kilian Pfister / Doris DiMarzio     |
| 2008   | Liechtenstein: Einzelmeisterschaften | Herreneinzel | 1     | Kilian Pfister                      |
| 2008   | Liechtenstein: Einzelmeisterschaften | Herrendoppel | 1     | Kilian Pfister / Roland Hilti       |